# Prosopofrontina bicolor
Prosopofrontina bicolor là một loài ruồi trong họ Tachinidae.